# Jairo Alvarado
Jairo Alvarado (ur. 7 grudnia 1978) – wenezuelski zapaśnik w stylu klasycznym. Zajął 35 miejsce na mistrzostwach świata w 1999. Brązowy medalista mistrzostw panamerykańskich w 2000 i 2004. Złoty medalista igrzysk Ameryki Południowej w 1998. Drugi na igrzyskach Ameryki Środkowej i Karaibów w 1998 roku.